# Diestota mauiensis
Diestota mauiensis är en skalbaggsart som beskrevs av Sharp 1908. Diestota mauiensis ingår i släktet Diestota och familjen kortvingar. Inga underarter finns listade i Catalogue of Life.